# Георге Мурешан

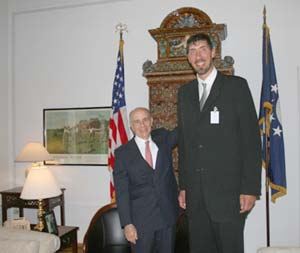
Зустріч Мурешана (праворуч) з Ніколасом Ф. Таубманом, послом США в Румунії

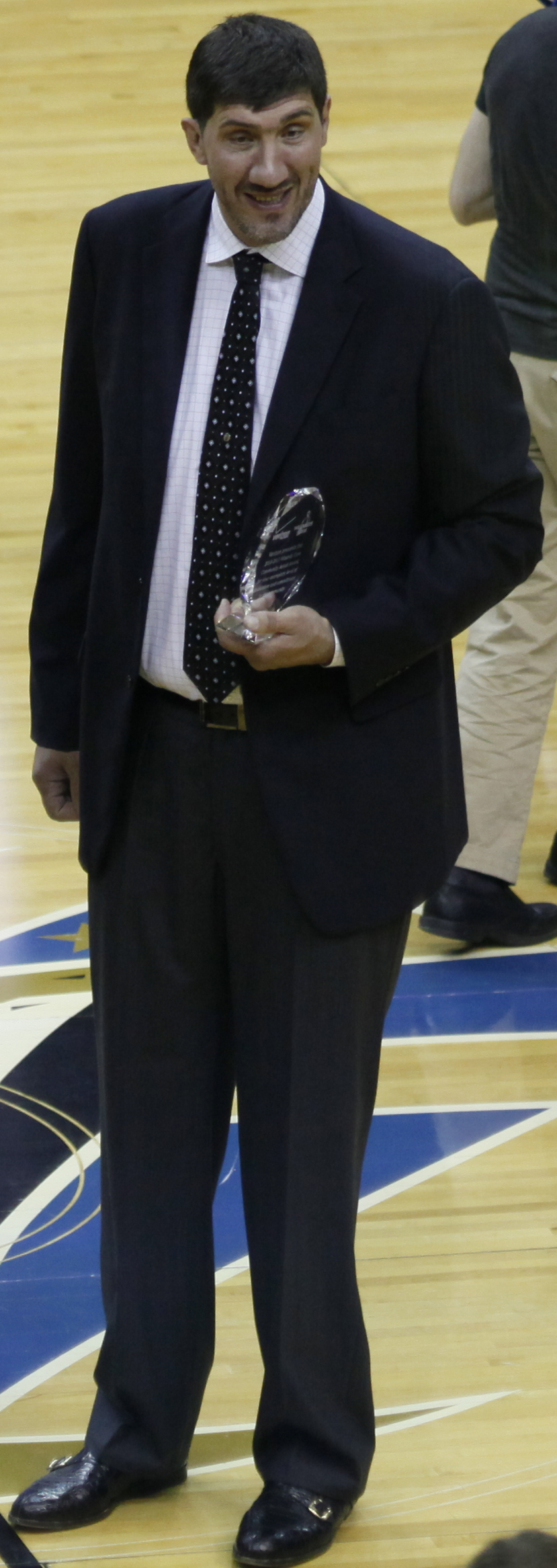
Георге Мурешан на домашній арені Вашингтон Візардс, 6 листопада 2010 року

Георге Мурешан (рум. Gheorghe Mureșan, нар. 14 лютого 1971, Трітеній-де-Жос) — румунський професіональний баскетболіст, що грав на позиції центрового за низку команд НБА. Маючи зріст 231 см, разом із Мануте Болом утримує звання найвищого гравця в історії НБА.

## Біографія
Народився 14 лютого 1971 року у комуні Трітеній-де-Жос. Спочатку грав за французькі клуби, потім переїхав у США. Декілька разів повертався на батьківщину, але врешті-решт переїхав до США разом зі своєю сім'єю. Зазвичай грав під 77 номером, що позначало його зріст (7 футів і 7 дюймів). Його батьки середньостатистичного росту, Мурешан має такий великий зріст через захворювання гіпофіза.

## Ігрова кар'єра

### 1991—1992
Професійну кар'єру розпочав 1991 року на батьківщині, виступами за команду «Універсітатя» (Клуж-Напока), з якою відіграв один сезон.
Згодом виступав за французький «По-Ортез».

### 1993—1998
1993 року був обраний у другому раунді драфту НБА під загальним 30-м номером командою «Вашингтон Буллетс».
Виступи в НБА розпочав 1993 року виступами за «Вашингтон Візардс» (команда змінила свою назву), захищав кольори команди з Вашингтона протягом наступних 5 сезонів.
Частину 1995 року виступав у складі французької команди «По-Ортез».

### 1999—2000
1999 року перейшов до «Нью-Джерсі Нетс», у складі якої провів наступний сезон своєї кар'єри.

### 2001—2006
Наступною командою в кар'єрі гравця учергове була «По-Ортез» з Франції, за яку він відіграв один сезон.
Останньою ж командою в кар'єрі Георге стала «Меріленд Найтгокс» з АБА, до складу якої він приєднався 2005 року і за яку відіграв один сезон.

## Діяльність
У 2004 році Георге Мурешан заснував Giant Basketball Academy (GBA), програму, присвячену викладанню правильних основ баскетболу для хлопчиків і дівчаток різного віку.
Мурешан також є частиною команди з маркетингу і зв'язків з громадськістю «Вашингтон Візардс», обіймаючи посаду «посла» команди.
Крім баскетболу Мурешан займався акторською діяльністю, зігравши головну роль у фільмі «Мій гігант» 1998 року, в якому також грав комік Біллі Крістал. Він з'явився як вентрологіст у музичному кліпі на сингл Eminem «My Name Is». Він з'явився в рекламних роликах для цукерок Snickers і спортивної телевізійної мережі ESPN. Згодом Георге став співавтором двох книжок про здоров'я: The Boy's Fitness Guide та The Girl's Fitness Guide.
У 2006 році Мурешан посів 28-ме місці у списку «100 найвидатніших румунів» за версією Румунського телебачення. Серед спортсменів він посів третє місце, поступившись лише гімнастці Наді Коменеч і футболісту Георге Хаджі, які у загальному рейтингу були відповідно на дев'ятому і 13-му місцях.
У 2013 році Георге взяв участь у першому щорічному баскетбольному турнірі 3v3 UMTTR (You Matter), щоб підвищити обізнаність, профілактику та дослідження самогубств серед підлітків, що є основною причиною смерті серед дорослих та дітей віком від 15 до 24 років.

## Сім'я
Мурешан і його дружина Ліліан, а такоже сини Джордж та Віктор проживали в Франклін-Лейкс, штат Нью-Джерсі, але згодом вони переїхали в передмістя Вашингтону, округ Колумбія. Із сезону 2016—2017 його старший син Джордж грає за Джорджтаунський університет.

## Статистика виступів в НБА
| * | Лідер ліги |

### Регулярний сезон
| Сезон             | Команда             | GP  | GS  | MPG  | FG%   | 3P%  | FT%  | RPG | APG | SPG | BPG | PPG  |
| ----------------- | ------------------- | --- | --- | ---- | ----- | ---- | ---- | --- | --- | --- | --- | ---- |
| 1993–1994         | «Вашингтон Буллетс» | 54  | 2   | 12.0 | .545  | .000 | .676 | 3.6 | 0.3 | 0.5 | 0.9 | 5.6  |
| 1994–1995         | «Вашингтон Буллетс» | 73  | 58  | 23.6 | .560  | .000 | .709 | 6.7 | 0.5 | 0.7 | 1.7 | 10.0 |
| 1995–1996         | «Вашингтон Буллетс» | 76  | 76  | 29.5 | .584* | .000 | .619 | 9.6 | 0.7 | 0.7 | 2.3 | 14.5 |
| 1996–1997         | «Вашингтон Буллетс» | 73  | 69  | 25.3 | .604* | .000 | .618 | 6.6 | 0.4 | 0.6 | 1.3 | 10.6 |
| 1998–1999         | «Нью-Джерсі Нетс»   | 1   | 0   | 1.0  | .000  | .000 | .000 | 0.0 | 0.0 | 0.0 | 0.0 | 0.0  |
| 1999–2000         | «Нью-Джерсі Нетс»   | 30  | 2   | 8.9  | .456  | .000 | .605 | 2.3 | 0.3 | 0.0 | 0.4 | 3.5  |
| Усього за кар'єру | Усього за кар'єру   | 307 | 207 | 21.9 | .573  | .000 | .644 | 6.4 | 0.5 | 0.6 | 1.5 | 9.8  |